# Liste des anciennes communes du Loiret

Le département français du Loiret sur une carte de France

Cette page a pour objectif de retracer toutes les modifications communales dans le département du Loiret : les anciennes communes qui ont existé depuis la Révolution française, ainsi que les créations, les modifications officielles de nom, ainsi que les échanges de territoires entre communes.
En 1800, le territoire du département du Loiret comportait 363 communes. Le département compte aujourd'hui 325 communes (au 1er janvier 2025). Très tôt, certaines communes sont regroupées en lien avec leur toute petite taille, à l'image de Montville ou de Saint-Sauveur qui comptaient tout au plus une quarantaine d'habitants. Puis c'est par petites vagues que le nombre de communes a décru dans ce département : dans les années 1820-1830, puis dans la foulée de la loi Marcellin dans les années 1970, et enfin avec la loi NOTRe. Au cours de ces 200 années, une seule création aura été effectuée. À noter également qu'il n'y a eu aucun regroupement de communes entre 1832 et 1964.

## Fusions
| Nom de la nouvelle commune | Communes réunies           | Régime                                                         | Date (et nature) de la décision | Date d'effet       |
| -------------------------- | -------------------------- | -------------------------------------------------------------- | ------------------------------- | ------------------ |
| La Selle-sur-le-Bied       | La Selle-sur-le-Bied       | commune nouvelle (SANS communes déléguées, depuis le 1-4-2020) | 26 février 2019 (Arrêté)        | 1er mars 2019      |
| La Selle-sur-le-Bied       | Saint-Loup-de-Gonois       | commune nouvelle (SANS communes déléguées, depuis le 1-4-2020) | 26 février 2019 (Arrêté)        | 1er mars 2019      |
| Bray-Saint-Aignan          | Bray-en-Val                | commune nouvelle (SANS communes déléguées, depuis le 3-6-2020) | 25 juillet 2016 (Arrêté)        | 1er janvier 2017   |
| Bray-Saint-Aignan          | Saint-Aignan-des-Gués      | commune nouvelle (SANS communes déléguées, depuis le 3-6-2020) | 25 juillet 2016 (Arrêté)        | 1er janvier 2017   |
| Le Malesherbois            | Malesherbes                | commune nouvelle (avec communes déléguées)                     | 30 novembre 2015 (Arrêté)       | 1er janvier 2016   |
| Le Malesherbois            | Coudray                    | commune nouvelle (avec communes déléguées)                     | 30 novembre 2015 (Arrêté)       | 1er janvier 2016   |
| Le Malesherbois            | Labrosse                   | commune nouvelle (avec communes déléguées)                     | 30 novembre 2015 (Arrêté)       | 1er janvier 2016   |
| Le Malesherbois            | Mainvilliers               | commune nouvelle (avec communes déléguées)                     | 30 novembre 2015 (Arrêté)       | 1er janvier 2016   |
| Le Malesherbois            | Manchecourt                | commune nouvelle (avec communes déléguées)                     | 30 novembre 2015 (Arrêté)       | 1er janvier 2016   |
| Le Malesherbois            | Nangeville                 | commune nouvelle (avec communes déléguées)                     | 30 novembre 2015 (Arrêté)       | 1er janvier 2016   |
| Le Malesherbois            | Orveau-Bellesauve          | commune nouvelle (avec communes déléguées)                     | 30 novembre 2015 (Arrêté)       | 1er janvier 2016   |
| Douchy-Montcorbon          | Douchy                     | commune nouvelle (SANS communes déléguées, depuis le 5-6-2020) | 30 novembre 2015 (Arrêté)       | 1er janvier 2016   |
| Douchy-Montcorbon          | Montcorbon                 | commune nouvelle (SANS communes déléguées, depuis le 5-6-2020) | 30 novembre 2015 (Arrêté)       | 1er janvier 2016   |
| Boiscommun                 | Boiscommun                 | fusion association                                             | 16 avril 1974 (Arrêté)          | 1er juin 1974      |
| Boiscommun                 | Chemault                   | fusion association                                             | 16 avril 1974 (Arrêté)          | 1er juin 1974      |
| Yèvre-la-Ville             | Yèvre-la-Ville             | fusion association                                             | 9 avril 1973 (Arrêté)           | 1er juin 1973      |
| Yèvre-la-Ville             | Yèvre-le-Châtel            | fusion association                                             | 9 avril 1973 (Arrêté)           | 1er juin 1973      |
| Crottes-en-Pithiverais     | Crottes-en-Pithiverais     | fusion association                                             | 30 décembre 1972 (Arrêté)       | 1er janvier 1973   |
| Crottes-en-Pithiverais     | Teillay-Saint-Benoît       | fusion association                                             | 30 décembre 1972 (Arrêté)       | 1er janvier 1973   |
| Bazoches-les-Gallerandes   | Bazoches-les-Gallerandes   | fusion association                                             | 14 décembre 1972 (Arrêté)       | 1er janvier 1973   |
| Bazoches-les-Gallerandes   | Izy                        | fusion association                                             | 14 décembre 1972 (Arrêté)       | 1er janvier 1973   |
| Greneville-en-Beauce       | Greneville-en-Beauce       | fusion association                                             | 12 décembre 1972 (Arrêté)       | 1er janvier 1973   |
| Greneville-en-Beauce       | Guignonville               | fusion association                                             | 12 décembre 1972 (Arrêté)       | 1er janvier 1973   |
| Outarville                 | Outarville                 | fusion association                                             | 8 décembre 1972 (Arrêté)        | 1er janvier 1973   |
| Outarville                 | Allainville-en-Beauce      | fusion association                                             | 8 décembre 1972 (Arrêté)        | 1er janvier 1973   |
| Outarville                 | Faronville                 | fusion association                                             | 8 décembre 1972 (Arrêté)        | 1er janvier 1973   |
| Outarville                 | Saint-Péravy-Épreux        | fusion association                                             | 8 décembre 1972 (Arrêté)        | 1er janvier 1973   |
| Outarville                 | Teillay-le-Gaudin          | fusion association                                             | 8 décembre 1972 (Arrêté)        | 1er janvier 1973   |
| Gien                       | Gien                       | fusion association                                             | 16 octobre 1972 (Arrêté)        | 1er janvier 1973   |
| Gien                       | Arrabloy                   | fusion association                                             | 16 octobre 1972 (Arrêté)        | 1er janvier 1973   |
| Césarville                 | Césarville                 | fusion association (fusion simple depuis le 1-1-1978)          | 9 octobre 1972 (Arrêté)         | 1er janvier 1973   |
| Césarville                 | Dossainville               | fusion association (fusion simple depuis le 1-1-1978)          | 9 octobre 1972 (Arrêté)         | 1er janvier 1973   |
| Guigneville                | Guigneville                | fusion association                                             | 15 septembre 1972 (Arrêté)      | 1er janvier 1973   |
| Guigneville                | Sébouville                 | fusion association                                             | 15 septembre 1972 (Arrêté)      | 1er janvier 1973   |
| Pithiviers-le-Vieil        | Pithiviers-le-Vieil        | fusion association                                             | 16 juin 1972 (Arrêté)           | 1er septembre 1972 |
| Pithiviers-le-Vieil        | Bouzonville-en-Beauce      | fusion association                                             | 16 juin 1972 (Arrêté)           | 1er septembre 1972 |
| Varennes-Changy            | Varennes-en-Gâtinais       | fusion                                                         | 5 octobre 1970 (Arrêté)         | 1er janvier 1971   |
| Varennes-Changy            | Changy                     | fusion                                                         | 5 octobre 1970 (Arrêté)         | 1er janvier 1971   |
| Chevilly                   | Chevilly                   | fusion                                                         | 31 décembre 1964 (Arrêté)       | 1er janvier 1965   |
| Chevilly                   | Creuzy (Une partie)        | fusion                                                         | 31 décembre 1964 (Arrêté)       | 1er janvier 1965   |
| Sougy                      | Sougy                      | fusion                                                         | 31 décembre 1964 (Arrêté)       | 1er janvier 1965   |
| Sougy                      | Creuzy (Une partie)        | fusion                                                         | 31 décembre 1964 (Arrêté)       | 1er janvier 1965   |
| Neuville-aux-Bois          | Neuville-aux-Bois          | fusion                                                         | 1831                            | 1831               |
| Neuville-aux-Bois          | Saint-Germain-le-Grand     | fusion                                                         | 1831                            | 1831               |
| Orveau                     | Orveau                     | fusion                                                         | 1828                            | 1828               |
| Orveau                     | Gollainville               | fusion                                                         | 1828                            | 1828               |
| Loury                      | Loury                      | fusion                                                         | 1824                            | 1824               |
| Loury                      | Le Bourgneuf               | fusion                                                         | 1824                            | 1824               |
| Saint-Pryvé-Saint-Mesmin   | Saint-Pryvé-Saint-Mesmin   | fusion                                                         | 1824                            | 1824               |
| Saint-Pryvé-Saint-Mesmin   | Saint-Nicolas-Saint-Mesmin | fusion                                                         | 1824                            | 1824               |
| Tournoisis                 | Tournoisis                 | fusion                                                         | 1824                            | 1824               |
| Tournoisis                 | Nids                       | fusion                                                         | 1824                            | 1824               |
| Pithiviers                 | Pithiviers                 | fusion                                                         | 1823                            | 1823               |
| Pithiviers                 | Le Bourg-l'Abbaye          | fusion                                                         | 1823                            | 1823               |
| Aulnay-la-Rivière          | Aulnay-la-Rivière          | fusion                                                         | 1821                            | 1821               |
| Aulnay-la-Rivière          | Villereau                  | fusion                                                         | 1821                            | 1821               |
| Vrigny                     | Vrigny                     | fusion                                                         | 1821                            | 1821               |
| Vrigny                     | Limiers                    | fusion                                                         | 1821                            | 1821               |
| Yèvre-le-Châtel            | Yèvre-le-Châtel            | fusion                                                         | 1821                            | 1821               |
| Yèvre-le-Châtel            | Souville                   | fusion                                                         | 1821                            | 1821               |
| Férolles                   | Férolles                   | fusion                                                         | 1818                            | 1818               |
| Férolles                   | La Queuvre                 | fusion                                                         | 1818                            | 1818               |
| Charmont                   | Charmont                   | fusion                                                         | 1813                            | 1813               |
| Charmont                   | Gironville                 | fusion                                                         | 1813                            | 1813               |
| Malesherbes                | Malesherbes                | fusion                                                         | 1813                            | 1813               |
| Malesherbes                | Rouville                   | fusion                                                         | 1813                            | 1813               |
| Malesherbes                | Trézan                     | fusion                                                         | 1813                            | 1813               |
| Nibelle                    | Nibelle                    | fusion                                                         | 1813                            | 1813               |
| Nibelle                    | Saint-Sauveur              | fusion                                                         | 1813                            | 1813               |
| Engenville                 | Engenville                 | fusion                                                         | 1812                            | 1812               |
| Engenville                 | Montville                  | fusion                                                         | 1812                            | 1812               |
| Cléry-Saint-André          | Cléry                      | fusion                                                         | 1795                            | 1795               |
| Cléry-Saint-André          | Saint-André                | fusion                                                         | 1795                            | 1795               |
| Autry-le-Châtel            | Autry-le-Châtel            | fusion                                                         | 1790-1794                       | 1790-1794          |
| Autry-le-Châtel            | Autry-la-Ville             | fusion                                                         | 1790-1794                       | 1790-1794          |
| Bondaroy                   | Bondaroy                   | fusion                                                         | 1790-1794                       | 1790-1794          |
| Bondaroy                   | Saint-Martin-le-Seul       | fusion                                                         | 1790-1794                       | 1790-1794          |
| Lailly-en-Val              | Lailly-en-Val              | fusion                                                         | 1790-1794                       | 1790-1794          |
| Lailly-en-Val              | Monçay                     | fusion                                                         | 1790-1794                       | 1790-1794          |
| Nancray                    | Nancray                    | fusion                                                         | 1790-1794                       | 1790-1794          |
| Nancray                    | La Nerville                | fusion                                                         | 1790-1794                       | 1790-1794          |
| Outarville                 | Outarville                 | fusion                                                         | 1790-1794                       | 1790-1794          |
| Outarville                 | Acquebouille               | fusion                                                         | 1790-1794                       | 1790-1794          |
| Saint-Jean-de-Braye        | Saint-Jean-de-Braye        | fusion                                                         | 1790-1794                       | 1790-1794          |
| Saint-Jean-de-Braye        | Saint-Loup-lez-Orléans     | fusion                                                         | 1790-1794                       | 1790-1794          |
| Sainte-Geneviève-des-Bois  | Sainte-Geneviève-des-Bois  | fusion                                                         | 1790-1794                       | 1790-1794          |
| Sainte-Geneviève-des-Bois  | Bricquemault               | fusion                                                         | 1790-1794                       | 1790-1794          |

## Création
| Nom de la commune créée | Commune affectée | Mode de création | Date (et nature) de la décision |
| ----------------------- | ---------------- | ---------------- | ------------------------------- |
| Le Bardon               | Meung-sur-Loire  | Démembrement     | 26 janvier 1861 (Décret)        |

## Modifications de nom officiel
| Ancien nom               | Nouveau nom                 | Date (et nature) de la décision |
| ------------------------ | --------------------------- | ------------------------------- |
| Quiers-sur-Bézonde       | Quiers-sur-Bezonde          | 27 décembre 2022 (Décret)       |
| Courcelles               | Courcelles-le-Roi           | 5 novembre 2018 (Décret)        |
| Rosoy-le-Vieil           | Rozoy-le-Vieil              | 19 mars 2009 (Décret)           |
| Boësse                   | Boësses                     | 1er février 2001 (Décret)       |
| Ferrières                | Ferrières-en-Gâtinais       | 1er février 2001 (Décret)       |
| Châteaurenard            | Château-Renard              | 16 novembre 1998 (Décret)       |
| Beaulieu                 | Beaulieu-sur-Loire          | 10 mars 1988 (Décret)           |
| Césarville               | Césarville-Dossainville     | 2 décembre 1977 (Arrêté)        |
| Fontenay                 | Fontenay-sur-Loing          | 14 janvier 1957 (Décret)        |
| Ousson                   | Ousson-sur-Loire            | 20 décembre 1956 (Décret)       |
| Mézières-sous-Bellegarde | Mézières-en-Gâtinais        | 13 août 1939 (Décret)           |
| Grigneville              | Greneville-en-Beauce        | 1er avril 1939 (Décret)         |
| Oussoy                   | Oussoy-en-Gâtinais          | 21 novembre 1937 (Décret)       |
| Boigny                   | Boigny-sur-Bionne           | 21 février 1933 (Décret)        |
| Bouilly                  | Bouilly-en-Gâtinais         | 21 février 1933 (Décret)        |
| Boulay                   | Boulay-les-Barres           | 21 février 1933 (Décret)        |
| Bouzy                    | Bouzy-la-Forêt              | 21 février 1933 (Décret)        |
| Bray                     | Bray-en-Val                 | 21 février 1933 (Décret)        |
| Cernoy                   | Cernoy-en-Berry             | 21 février 1933 (Décret)        |
| Chailly                  | Chailly-en-Gâtinais         | 21 février 1933 (Décret)        |
| Châlette                 | Châlette-sur-Loing          | 21 février 1933 (Décret)        |
| Charmont                 | Charmont-en-Beauce          | 21 février 1933 (Décret)        |
| Chevry                   | Chevry-sous-le-Bignon       | 21 février 1933 (Décret)        |
| Fréville                 | Fréville-du-Gâtinais        | 21 février 1933 (Décret)        |
| Mormant                  | Mormant-sur-Vernisson       | 21 février 1933 (Décret)        |
| Le Moulinet              | Le Moulinet-sur-Solin       | 21 février 1933 (Décret)        |
| Orveau                   | Orveau-Bellesauve           | 21 février 1933 (Décret)        |
| Pers                     | Pers-en-Gâtinais            | 21 février 1933 (Décret)        |
| Varennes                 | Varennes-en-Gâtinais        | 21 février 1933 (Décret)        |
| Bordeaux                 | Bordeaux-en-Gâtinais        | 2 juillet 1921 (Décret)         |
| Allainville              | Allainville-en-Beauce       | 5 août 1919 (Décret)            |
| Auvilliers               | Auvilliers-en-Gâtinais      | 5 août 1919 (Décret)            |
| Auxy                     | Auxy-du-Gâtinais            | 5 août 1919 (Décret)            |
| Barville                 | Barville-en-Gâtinais        | 5 août 1919 (Décret)            |
| Batilly-sur-Loire        | Batilly-en-Puisaye          | 5 août 1919 (Décret)            |
| Conflans                 | Conflans-sur-Loing          | 5 août 1919 (Décret)            |
| Courcy                   | Courcy-aux-Loges            | 5 août 1919 (Décret)            |
| Crottes                  | Crottes-en-Pithiverais      | 5 août 1919 (Décret)            |
| Dampierre                | Dampierre-en-Burly          | 5 août 1919 (Décret)            |
| Épieds                   | Épieds-en-Beauce            | 5 août 1919 (Décret)            |
| Feins                    | Feins-en-Gâtinais           | 5 août 1919 (Décret)            |
| Girolles                 | Girolles-du-Gâtinais        | 5 août 1919 (Décret)            |
| Marigny                  | Marigny-les-Usages          | 5 août 1919 (Décret)            |
| Morville                 | Morville-en-Beauce          | 5 août 1919 (Décret)            |
| Nancray                  | Nancray-sur-Rimarde         | 5 août 1919 (Décret)            |
| La Neuville              | La Neuville-sur-Essonne     | 5 août 1919 (Décret)            |
| Ondreville               | Ondreville-sur-Essonne      | 5 août 1919 (Décret)            |
| Pressigny                | Pressigny-les-Pins          | 5 août 1919 (Décret)            |
| Quiers                   | Quiers-sur-Bézonde          | 5 août 1919 (Décret)            |
| Rouvres                  | Rouvres-Saint-Jean          | 5 août 1919 (Décret)            |
| Saint-Brisson            | Saint-Brisson-sur-Loire     | 5 août 1919 (Décret)            |
| Saint-Lyé                | Saint-Lyé-la-Forêt          | 5 août 1919 (Décret)            |
| Beauchamps               | Beauchamps-sur-Huillard     | 30 novembre 1918 (Décret)       |
| Bougy                    | Bougy-lez-Neuville          | 30 novembre 1918 (Décret)       |
| Chevillon                | Chevillon-sur-Huillard      | 30 novembre 1918 (Décret)       |
| Cléry                    | Cléry-Saint-André           | 30 novembre 1918 (Décret)       |
| Lailly                   | Lailly-en-Val               | 30 novembre 1918 (Décret)       |
| Mézières                 | Mézières-lès-Cléry          | 30 novembre 1918 (Décret)       |
| Poilly                   | Poilly-lez-Gien             | 30 novembre 1918 (Décret)       |
| Rozières                 | Rozières-en-Beauce          | 30 novembre 1918 (Décret)       |
| Saint-Père               | Saint-Père-sur-Loire        | 30 novembre 1918 (Décret)       |
| Treilles                 | Treilles-en-Gâtinais        | 30 novembre 1918 (Décret)       |
| Vieilles-Maisons         | Vieilles-Maisons-sur-Joudry | 30 novembre 1918 (Décret)       |
| Chambon                  | Chambon-la-Forêt            | 2 avril 1913 (Décret)           |
| Vannes                   | Vannes-sur-Cosson           | 23 juillet 1911 (Décret)        |
| Batilly                  | Batilly-en-Gâtinais         | 11 décembre 1908 (Décret)       |
| Fleury-aux-Choux         | Fleury-les-Aubrais          | 15 novembre 1907 (Décret)       |
| Sceaux                   | Sceaux-du-Gâtinais          | 29 décembre 1905 (Décret)       |
| Autruy                   | Autruy-sur-Juine            | 30 juillet 1902 (Décret)        |
| Châtillon-sur-Loing      | Châtillon-Coligny           | 24 mars 1896 (Décret)           |
| Aschères                 | Aschères-le-Marché          | 4 mars 1896 (Décret)            |
| Le Bignon                | Le Bignon-Mirabeau          | 13 décembre 1881 (Décret)       |
| Autry                    | Autry-le-Châtel             | 15 mars 1878 (Décret)           |
| Jouy-le-Pothier          | Jouy-le-Potier              | 14 décembre 1872 (Décret)       |
| Beaune                   | Beaune-la-Rolande           | 27 août 1823 (Ordonnance)       |

## Modifications de limites communales
Le plus souvent, les modifications des limites communales décidées par arrêtés préfectoraux ne sont pas répertoriées dans le Journal officiel ni dans le Bulletin officiel.
| La commune de ...                                 | ... cède du territoire à la commune de ...        | Précisions                                                                                       | Date (et nature) de la décision                           |
| ------------------------------------------------- | ------------------------------------------------- | ------------------------------------------------------------------------------------------------ | --------------------------------------------------------- |
| Orléans                                           | Olivet                                            | Superficie de 36 a 30 ca                                                                         | 6 décembre 1994 (Décret)                                  |
| Olivet                                            | Orléans                                           | Superficie de 29 a 19 ca                                                                         | 6 décembre 1994 (Décret)                                  |
| Ardon                                             | Orléans                                           | Lieu-dit le Vaution 2 sections d'une superficie de 2 ha 66 a 21 ca et 4 ha 56 a                  | 30 juillet 1981 (Décret)                                  |
| Saint-Cyr-en-Val                                  | Orléans                                           | Lieu-dit les Quatre-Vents 2 sections d'une superficie de 5 a 27 ca et 44 a                       | 30 juillet 1981 (Décret)                                  |
| Cléry-Saint-André                                 | Mézières-lez-Cléry                                | 6 habitants                                                                                      | 2 juin 1969 (Arrêté)                                      |
| Ingré Saint-Jean-de-la-Ruelle                     | Saint-Jean-de-la-Ruelle Ingré                     |                                                                                                  | 10 janvier 1968 (Arrêté)                                  |
| Saran Gidy                                        | Gidy Saran                                        |                                                                                                  | 5 janvier 1966 (Décret)                                   |
| Montargis Villemandeur                            | Villemandeur Montargis                            |                                                                                                  | 29 avril 1964 (Arrêté)                                    |
| Saint-Cyr-en-Val                                  | Orléans                                           | Domaine de la Source 52 habitants                                                                | 26 avril 1962 (Arrêté)                                    |
| Gy-les-Nonains                                    | Conflans-sur-Loing                                | 3 habitants                                                                                      | 4 décembre 1961 (Décret)                                  |
| Artenay                                           | Dambron (département d'Eure-et-Loir)              | Superficie de 1 ha 22 a 37 ca                                                                    | 18 septembre 1961 (Décret)                                |
| Dambron (département d'Eure-et-Loir)              | Artenay                                           | Superficie de 1 ha 22 a 09 ca                                                                    | 18 septembre 1961 (Décret)                                |
| Fay-aux-Loges Saint-Denis-de-l'Hôtel              | Saint-Denis-de-l'Hôtel Fay-aux-Loges              |                                                                                                  | 23 juillet 1958 (Arrêté)                                  |
| Châlette-sur-Loing                                | Montargis                                         | En forêt domaniale Superficie de 6 ha 64 a 61 ca                                                 | 5 juillet 1955 (Arrêté)                                   |
| Bondaroy                                          | Pithiviers                                        | Superficie de 19 a 57 ca                                                                         | 4 juin 1954 (Arrêté)                                      |
| Estouy                                            | Aulnay-la-Rivière                                 | Superficie de 8 ha 61 a 25 ca                                                                    | 16 octobre 1953 (Décret)                                  |
| Aulnay-la-Rivière                                 | Estouy                                            | Superficie de 10 ha 40 a 10 ca                                                                   | 16 octobre 1953 (Décret)                                  |
| Aulnay-la-Rivière                                 | Ramoulu                                           | Superficie de 4 ha 11 a 38 ca                                                                    | 16 octobre 1953 (Décret)                                  |
| Ramoulu                                           | Aulnay-la-Rivière                                 | Superficie de 3 ha 18 a 58 ca                                                                    | 16 octobre 1953 (Décret)                                  |
| Châlette-sur-Loing Montargis                      | Montargis Châlette-sur-Loing                      |                                                                                                  | 8 décembre 1951 (Arrêté)                                  |
| Aulnay-la-Rivière Briarres-sur-Essonne            | Briarres-sur-Essonne Aulnay-la-Rivière            |                                                                                                  | 3 juillet 1951 (Arrêté)                                   |
| Saint-Sigismond                                   | Tournoisis                                        | la ferme de l'Ardillière                                                                         | 11 avril 1950 (Décret)                                    |
| Malesherbes Orveau-Bellesauve                     | Orveau-Bellesauve Malesherbes                     |                                                                                                  | 4 janvier 1950 (Arrêté)                                   |
| Conflans-sur-Loing Mormant-sur-Vernisson          | Mormant-sur-Vernisson Conflans-sur-Loing          |                                                                                                  | 25 novembre 1947 (Arrêté)                                 |
| Orléans Saint-Jean-de-Braye                       | Saint-Jean-le-Blanc                               | Territoire de l'île Charlemagne                                                                  | 19 juin 1911 (Loi)                                        |
| Pierrefitte-ès-Bois Barlieu (département du Cher) | Barlieu (département du Cher) Pierrefitte-ès-Bois | Au niveau du hameau de la Boucharderie, limite constituée par le chemin de Sainte-Anne à Barlieu | 28 décembre 1910 (Loi)                                    |
| Cravant Tavers                                    | Villorceau                                        |                                                                                                  | 19 juillet 1845 (Loi)                                     |
| Beaumont (département de Seine-et-Marne)          | Boësse                                            |                                                                                                  | 19 juin 1835 (Loi)                                        |
| Poilly                                            | Gien                                              | Hameau du Bout du Pont                                                                           | 19 septembre 1804 (Décret) (2e jour complémentaire an 13) |
| Lestiou (département de Loir-et-Cher)             | Tavers                                            | Presqu'île de la Saussaye                                                                        | 18 octobre 1803 (Arrêté) (25 vendémiaire an 12)           |

## Table des communes supprimées
Sont listées ici, compte tenu de leur présence dans le Code officiel géographique de l'Insee, les 17 communes ayant existé lors de la codification en 1943, et supprimées depuis lors. Par convention, le code Insee et la dénomination de ces communes supprimées sont portés en italiques, tandis que, dans la colonne Remarques sont indiquées la date de suppression de la commune et la commune de rattachement (avec son code Insee), ainsi que l'éventuel statut de commune associée ou commune déléguée.
| Code Insee | Code Postal | Commune               | Date de suppression | Commune de rattachement                                                |
| ---------- | ----------- | --------------------- | --- | ---------------------------------------------------------------------- |
| 45003      | 45480       | Allainville-en-Beauce | 1er janvier 1973 (arrêté préfectoral du 8 décembre 1972) - commune associée                                                                  | Outarville (code Insee 45240)                                          |
| 45007      | 45500       | Arrabloy              | 1er janvier 1973 (arrêté préfectoral du 16 octobre 1972) - commune associée                                                                  | Gien (code Insee 45155)                                                |
| 45048      | 45300       | Bouzonville-en-Beauce | 1er septembre 1972 (arrêté préfectoral du 16 juin 1972) - commune associée                                                                   | Pithiviers-le-Vieil (code Insee 45253)                                 |
| 45071      | 45290       | Changy                | 1er janvier 1971 (arrêté préfectoral du 5 octobre 1970)                                                                                      | Varennes-Changy (code Insee 45332)                                     |
| 45090      | 45340       | Chemault              | 1er juin 1974 (arrêté préfectoral du 16 avril 1974) - commune associée                                                                       | Boiscommun (code Insee 45035)                                          |
| 45117      | 45520 45410 | Creuzy                | 1er janvier 1965 (arrêté préfectoral du 31 décembre 1964)                                                                                    | partagée entre Chevilly (code Insee 45093) et Sougy (code Insee 45313) |
| 45128      | 45300       | Dossainville          | 1er janvier 1973 (arrêté préfectoral du 9 octobre 1972) - commune associée jusqu'au 1er janvier 1978 (arrêté préfectoral du 2 décembre 1977) | Césarville-Dossainville (code Insee 45065)                             |
| 45129      | 45220       | Douchy                | 1er janvier 2016 (arrêté préfectoral du 30 novembre 2015) - commune déléguée                                                                 | Douchy-Montcorbon (code Insee 45129)                                   |
| 45140      | 45480       | Faronville            | 1er janvier 1973 (arrêté préfectoral du 8 décembre 1972) - commune associée                                                                  | Outarville (code Insee 45240)                                          |
| 45163      | 45480       | Guignonville          | 1er janvier 1973 (arrêté préfectoral du 12 décembre 1972) - commune associée                                                                 | Greneville-en-Beauce (code Insee 45160)                                |
| 45172      | 45480       | Izy                   | 1er janvier 1973 (arrêté préfectoral du 14 décembre 1972) - commune associée                                                                 | Bazoches-les-Gallerandes (code Insee 45025)                            |
| 45211      | 45220       | Montcorbon            | 1er janvier 2016 (arrêté préfectoral du 30 novembre 2015) - commune déléguée                                                                 | Douchy-Montcorbon (code Insee 45129)                                   |
| 45295      | 45480       | Saint-Péravy-Épreux   | 1er janvier 1973 (arrêté préfectoral du 8 décembre 1972) - commune associée                                                                  | Outarville (code Insee 45240)                                          |
| 45304      | 45300       | Sébouville            | 1er janvier 1973 (arrêté préfectoral du 15 septembre 1972) - commune associée                                                                | Guigneville (code Insee 45162)                                         |
| 45318      | 45480       | Teillay-le-Gaudin     | 1er janvier 1973 (arrêté préfectoral du 8 décembre 1972) - commune associée                                                                  | Outarville (code Insee 45240)                                          |
| 45319      | 45170       | Teillay-Saint-Benoît  | 1er janvier 1973 (arrêté préfectoral du 30 décembre 1972) - commune associée                                                                 | Crottes-en-Pithiverais (code Insee 45118)                              |
| 45349      | 45300       | Yèvre-le-Châtel       | 1er juin 1973 (arrêté préfectoral du 9 avril 1973) - commune associée                                                                        | Yèvre-la-Ville (code Insee 45348)                                      |

## Communes associées
Liste des communes ayant, ou ayant eu (en italique), à la suite d'une fusion, le statut de commune associée.
| Nom de la commune     | Code Insee | Fusion-association                      | Fusion-association | Fusion-association       | Transformation de l'association en fusion simple | Transformation de l'association en fusion simple | Transformation de l'association en fusion simple   |
| Nom de la commune     | Code Insee | date de la décision                     | date d'effet       | commune absorbante       | date de la décision                              | date d'effet                                     | commentaire                                        |
| --------------------- | ---------- | --------------------------------------- | ------------------ | ------------------------ | ------------------------------------------------ | ------------------------------------------------ | -------------------------------------------------- |
| Izy                   | 45172      | Arrêté préfectoral du 14 décembre 1972  | 1er janvier 1973   | Bazoches-les-Gallerandes |                                                  |                                                  |                                                    |
| Chemault              | 45090      | Arrêté préfectoral du 16 avril 1974     | 1er juin 1974      | Boiscommun               |                                                  |                                                  |                                                    |
| Dossainville          | 45128      | Arrêté préfectoral du 9 octobre 1972    | 1er janvier 1973   | Césarville               | Arrêté préfectoral du 2 décembre 1977            | 1er janvier 1978                                 | Césarville prend le nom de Césarville-Dossainville |
| Teillay-Saint-Benoît  | 45319      | Arrêté préfectoral du 30 décembre 1972  | 1er janvier 1973   | Crottes-en-Pithiverais   |                                                  |                                                  |                                                    |
| Arrabloy              | 45007      | Arrêté préfectoral du 16 octobre 1972   | 1er janvier 1973   | Gien                     |                                                  |                                                  |                                                    |
| Guignonville          | 45163      | Arrêté préfectoral du 12 décembre 1972  | 1er janvier 1973   | Greneville-en-Beauce     |                                                  |                                                  |                                                    |
| Sébouville            | 45304      | Arrêté préfectoral du 15 septembre 1972 | 1er janvier 1973   | Guigneville              |                                                  |                                                  |                                                    |
| Allainville-en-Beauce | 45003      | Arrêté préfectoral du 8 décembre 1972   | 1er janvier 1973   | Outarville               |                                                  |                                                  |                                                    |
| Faronville            | 45140      | Arrêté préfectoral du 8 décembre 1972   | 1er janvier 1973   | Outarville               |                                                  |                                                  |                                                    |
| Saint-Péravy-Épreux   | 45295      | Arrêté préfectoral du 8 décembre 1972   | 1er janvier 1973   | Outarville               |                                                  |                                                  |                                                    |
| Teillay-le-Gaudin     | 45318      | Arrêté préfectoral du 8 décembre 1972   | 1er janvier 1973   | Outarville               |                                                  |                                                  |                                                    |
| Bouzonville-en-Beauce | 45048      | Arrêté préfectoral du 16 juin 1972      | 1er septembre 1972 | Pithiviers-le-Vieil      |                                                  |                                                  |                                                    |
| Yèvre-le-Châtel       | 45349      | Arrêté préfectoral du 9 avril 1973      | 1er juin 1973      | Yèvre-la-Ville           |                                                  |                                                  |                                                    |